# Skopas van Syracuse
Skopas van Syracuse (Syracuse, 1e eeuw v.Chr - ) was een mathematicus en ingenieur in de Romeinse provincie Sicilia. Zijn naam in het Latijn was Scopinas Syracusius. Skopas was bedreven in de mechanica en de gnomoniek. 
De architect en Romein Vitruvius vermeldde zijn naam in De architectura, meer bepaald in het Negende Boek. Zo weet Vitruvius te vermelden dat de zonnewijzer die in het Circus Flaminius in Rome stond, een uitvinding was van Skopas van Syracuse.
De historicus Ortolani omschreef hem in de 19e eeuw als een waardige opvolger van Archimedes die twee eeuwen voor Skopas in Syracuse woonde.